# ミスター・カイト
ミスター・カイト（Mr.Kite）は、東京ロッカーズというムーブメントで活躍した日本のロックバンド。

## 来歴
前身はワク（ギター）、ヨシ（ボーカル）、ステュー（ベース）、パディ・フィールド（ドラムス）らが結成したフランケンシュタイン。1976年1月に渋谷屋根裏でライブを行うなどの活動を行ったが、その後パディがロンドンに渡英、ヨシが精神的に不安定になったことで解散。残ったメンバーで新たにキックスを結成し、ワクはボーカルもとるようになった。一時期はステューがギターになり、ベースはコッペ（リゾート、S-KENなどで活躍）が担当した。
1976年12月にはスピード、3/3と一緒にライブ「Switch On」を開催。このイベントをオーガナイズしたのは山口冨士夫のローディ兼マネージャーをしていたテツ（本業はグラフィック・デザイナー）という人物である。1977年1月には渋谷屋根裏でライブ・シリーズ「ギャラクシー・アメリカ上陸シリーズ」が開かれ、BDバッヂ、スペース・サーカス、3/3、リゾートらとともに出演した。
1977年夏にキックスは解散。キックスで活動していたワクを、ジーンが誘って同年秋にミスター・カイトを結成。ミラーズ、スピードと共にジャンプ・ロッカーズという名称でライブを続け、当時盛り上がりつつあったムーブメント「東京ロッカーズ」において、LIZARD、フリクション、ミラーズ、S-KENとともに中心バンドの一つとして活躍した。他のバンドが続々とメジャーデビューしていく中、1979年冬解散。解散前に阿木譲のヴァニティ・レコードからアルバムのオファーもあったが実現はしなかった。
その後、ジーン以外のメンバーはミラーズの安藤篤彦と一緒に病人を結成するが、短期間で解散。ワクはスピードへ加入、アツシはグンジョーガクレヨンへ加入した。
ジーンは2007年に美咲歌芽句名義で詩集『荒涼天使たちの夜』を出版した。

## メンバー
- ジーン - ボーカル
- ワク - ギター
- タカシ - ベース
- アツシ - ドラムス

## 作品

### シングル
- 共犯者（1978年10月・ゴジラ・レコード・GZ999）

### アルバム
- Live Innocent（2001年4月25日・CAPTAIN TRIP RECORDS・CTCD-285）

### 参加作品
- 東京ROCKERS（1979年4月・CBS/SONY）
- GOZIRA SPECIAL DINNER（1983年・テレグラフ・レコード・GZ-666）